# (375) Ursula
(375) Ursula ist ein Asteroid des äußeren Hauptgürtels, der am 18. September 1893 vom französischen Astronomen Auguste Charlois in Nizza bei einer Helligkeit von 11 mag entdeckt wurde.
Es ist kein Bezug der Benennung zu einer Person oder einem Ereignis bekannt. Julius Bauschinger, der Direktor des Astronomischen Rechen-Instituts in Berlin, veröffentlichte 1901 die Namen von 34 von Charlois entdeckten Asteroiden zwischen den Nummern (356) und (451). Im Text heißt es lediglich: „Nach Zustimmung des Herrn Charlois haben folgende von ihm entdeckten… Planeten nachstehende Namen erhalten.“ Es liegt daher nahe, dass die Namen vom Astronomischen Rechen-Institut ausgewählt wurden.

## Wissenschaftliche Auswertung
Am 15. November 1982 erfolgte eine Bedeckung des Sterns 9. Größe HD 16720 durch den Asteroiden (375) Ursula. Dieses Ereignis konnte von mehreren Beobachtern in Utah, New Mexico und Texas beobachtet werden. Die Auswertung der Beobachtungen führte unter der Annahme eines kreisförmigen Querschnitts des Asteroiden zu einem Durchmesser von 216 ± 10 km. Eine weitere Bedeckung eines Sterns durch den Asteroiden erfolgte am 4. Dezember 2010. Die Okkultation des Sterns 10. Größe TYC 3358-02411-1 konnte von mehreren Beobachtern vom südlichen Texas bis Oregon verfolgt werden. Die Daten führten zu einem elliptischen Querschnitt des Asteroiden mit Achsen von etwa 220 × 188 km, entsprechend einem mittleren Durchmesser von 204 km.
Nach der Reaktivierung von NEOWISE im Jahr 2013 und Registrierung neuer Daten im nahen Infrarot wurden in einer Untersuchung von 2015 für (375) Ursula Werte für den Durchmesser und die Albedo im sichtbaren Bereich von 182,2 oder 189,5 km bzw. 0,04 angegeben, diese Angaben beinhalten aber hohe Unsicherheiten.
Photometrische Beobachtungen von (375) Ursula fanden erstmals statt vom 8. bis 10. August 1981 am La-Silla-Observatorium in Chile. Aus den aufgezeichneten Lichtkurven konnte eine Rotationsperiode von 16,83 h abgeleitet werden. Im Umfeld der Beobachtung der Sternbedeckung durch den Asteroiden (siehe oben) wurden vom 17. Oktober 1982 bis 10. März 1983 am Lowell-Observatorium in Arizona auch photometrische Beobachtungen durchgeführt. Die Lichtkurven zeigten aber nur geringe zeitliche Veränderungen, so dass daraus keine Periode bestimmt werden konnte. Das gelang dagegen bei weiteren Messungen im gleichen Zeitraum, nämlich vom 18. November 1982 bis 8. Januar 1983 am Table Mountain Observatory in Kalifornien. Hier konnte gegenüber der früheren Untersuchung eine etwas längere Rotationsperiode von 16,900 h bestimmt werden.
Während bei neuen Beobachtungen am 20. und 23. April 1991 am La-Silla-Observatorium wieder keine neue Periode bestimmt werden konnte, führten photometrische Messungen vom 11. Dezember 2016 bis 7. Februar 2017 am Organ Mesa Observatory in New Mexico zu einem Wert von 16,899 h, was den Wert aus 1983 bestätigte. Aus Beobachtungen im gleichen Zeitraum vom 4. Januar bis 20. Februar 2017 an verschiedenen Observatorien der Asociación Valenciana de Astronomía (AVA) in Spanien konnte unter Miteinbeziehung der Daten des Organ Mesa Observatory noch eine verbesserte Rotationsperiode von 16,8984 h bestimmt werden.
Aus archivierten Daten des Asteroid Terrestrial-impact Last Alert System (ATLAS) aus dem Zeitraum 2015 bis 2018 wurde dann in einer Untersuchung von 2020 für ein ellipsoidisches Gestaltmodell des Asteroiden eine Periode von 16,8937 h bestimmt. Für die Rotationsachse konnte keine genaue Position, sondern nur eine geringe Neigung zur Ekliptik gefunden werden. Neue photometrische Beobachtungen von (375) Ursula erfolgten dann noch einmal vom 25. August bis 27. September 2020 im Rahmen einer Zusammenarbeit innerhalb der Italian Amateur Astronomers Union (UAI) an drei verschiedenen Observatorien in Italien. Sie führten zu einer weiteren Bestimmung der Rotationsperiode von 16,900 h.
Abschätzungen von Masse und Dichte für (375) Ursula aufgrund von gravitativen Beeinflussungen auf Testkörper ergaben in einer Untersuchung von 2012 eine Masse von etwa 8,45·1018 kg, was mit einem angenommenen Durchmesser von etwa 192 km zu einer Dichte von 2,29 g/cm³ führte bei einer Porosität von 46 %. Diese Werte besitzen eine hohe Unsicherheit im Bereich von ±62 %.

## Ursula-Familie
(375) Ursula ist namensgebendes und größtes Mitglied einer Asteroidenfamilie mit ähnlichen Bahneigenschaften. Taxonomisch handelt es sich um Asteroiden der Spektralklasse C, die mittlere Albedo liegt bei 0,06. Der Ursula-Familie wurden im Jahr 2019 etwa 730 Mitglieder zugerechnet, ihr Alter wird auf 3,5 ± 1,0 Mrd. Jahre geschätzt.